# سورة لقمان
سورة لقمان سورة مكية، ماعدا الآيات (27,28،29) مدنية ، من المثاني، آياتها 34، وترتيبها في المصحف 31، في الجزء الحادي والعشرين، نزلت بعد سورة الصافات، بدأت بحروف مقطعة ﴿الم ۝١﴾، ولقمان اسم لأحد الصالحين اتصف بالحكمة.

## سبب التسمية
سميت سورة لقمان لاشتمالها على قصة لقمان الحكيم ووصاياه لابنه.

## فضل السورة
- عن البراءِ قال: كنا نصلي خلف النبي الظهر ونسمع منه الآية بعد الآية من سورة لقمان والذاريات.[2]

## أسباب النزول
1- أسباب نزول الآية (6): عن ابن عباس قال: نزلت هذه الآية في النضر بن الحارث، كان يشتري القينات - المغنيات - وكان لا يظفر بأحد يريد الإسلام إلا انطلق به إلى قينته، فيقول لها: أطعميه واسقيه وغنيه، ويقول: هذا خير مما يدعوك إليه محمد، وكان يشتري كتب الأعاجم فيرويها ويحدث بها قريشاً ويقول: حديثي خير من حديث محمد، وكان يستهزئ بالقرآن وبمن آمن به.
2- أسباب نزول الآية (14): نزلت هاتان الآيتان في سعد بن أبي وقاص - أخرجه الطبراني وابن جرير. وتقدمت قصة سعد مع أمه في سورة العنكبوت.
3- أسباب نزول الآية (34): عن مجاهد وعكرمة قالا: جاء رجل من أهل البادية فقال: أخبرني يا محمد متى تقوم الساعة؟ وإن بلادنا مجدبة فأخبرني متى ينزل الغيث؟ وإن امرأتي حبلى فأخبرني ماذا تلد؟ وقد علمت ما كسبت اليوم فأخبرني ماذا أكسب غدا؟ وقد علمت بأي أرض ولدت، فأخبرني بأي أرض أموت؟ فنزلت الآية - رواه ابن أبي حاتم وابن جرير.

## من فقه السورة
- أقل مدة الحمل: ﴿وَفِصَالُهُ فِي عَامَيْنِ﴾ [لقمان:14] يعني في انقضاء عامين، وفي آية أخرى ﴿وحمله وفصاله ثلاثون شهرا﴾ [الأحقاف:15] فحصل بمجموع الآيتين أن أقل مدة الحمل ستة أشهر وبه استدل ابن عباس على مدة أقل الحمل واتفق أهل العلم عليه.
- الإحسان إلى الوالدين وإن كانا مشركين: قال الجصاص: أمره بالإحسان إلى الوالدين عام في الوالدين المسلمين والكفار، لقوله تعالى: ﴿وإن جاهداك على أن تشرك بي ما ليس لك به علم﴾ [لقمان:15] وأكده بقوله: ﴿وصاحبهما في الدنيا معروفا﴾ [لقمان:15] وفي ذلك دليل على أنه لا يستحق القود على أبيه وأنه لا يحد له إذا قذفه ولا يحبس له بدين عليه وأن عليه نفقتهما إذا احتاجا إليه; إذ كان جميع ذلك من الصحبة بالمعروف.[4]